# Esclavitud a Mallorca

El mercat d'esclaus, de Jean-Léon Gérôme (c. 1885)

L'esclavitud a l'illa de Mallorca es remunta a temps immemorials i, igual que a la península Ibèrica amb la seua història esclavista, fou una pràctica habitual durant l'edat mitjana. Cal destacar, però, que els primers escrits en què es documenta la presència d'esclaus en una gran civilització és a Mesopotàmia, durant l'època sumèria.
Els primers registres sobre activitat esclavista a Mallorca es remunten a la cultura talaiòtica, època en què es creu que, com Eivissa, fou una important zona des d'on els pirates púnics o romans proporcionaven esclaus als traficants. Durant l'època musulmana, quan l'illa era anomenada Madina Mayurqa, no fou un centre important de tràfic d'esclaus.
L'antiguitat fou un període esclavista per excel·lència, sobretot en la societat romana, que al llarg de tota la història del seu domini sobre la Mediterrània fou essencialment esclavista, i tant la seua economia com l'estructura social es basava en un sistema de classes on l'esclau constituïa l'esglaó més baix. Això es va potenciar enormement a causa dels canvis soferts en l'economia romana durant l'època d'expansió, sobretot en el sector agrari, on es multiplicaren les grans propietats, especialment a les noves províncies i colònies de la república primer i de l'imperi després.
Després de la conquesta de l'illa per Jaume I, alguns jueus nord-africans, gràcies que el rei protegia aquest col·lectiu i els concedia certs privilegis jurídics, s'hi instal·laren i establiren vincles comercials amb els parents que havien deixat a Àfrica, ja que gràcies a la seua competència financera i econòmica facilitaven les operacions de compra i venda actuant com a ambaixadors. Els musulmans que restaren a Mallorca després de la conquesta, tant lliures com captius, mai tingueren estatuts jurídics que garantiren la possessió dels seus béns, la seua religió i costums, de manera que se'ls reconeguera com una comunitat autònoma diferent de la dels cristians.
A mitjan s. XVI, ja dins del context dels corsaris berberescs i les seues ràtzies, hi ha molts exemples que recullen la importància de les xarxes comercials de la Mediterrània, així com l'entramat entre familiars i persones unides per llaços afectius que es dedicaven a comerciar amb tot tipus de béns a Mallorca, incloent el rescat de captius, fet que els proporcionava grans fortunes. En les principals famílies aristocràtiques de mitjan segle, que eren les que més esclaus posseïen, el normal era tenir entre deu i quinze persones esclavitzades.

## Segle I aC
Durant el segle i aC, calgué una important mà d'obra esclava per a dur a terme la romanització de l'arxipèlag balear, procés que a Mallorca va ocórrer més ràpidament que a les illes veïnes donada la intensitat de migració i influència exercida per les noves ciutats romanes Palma i Pol·lència. El municipi de Calvià té un jaciment que es considera la primera vil·la romana de Mallorca, Sa Mesquida, on hi ha restes d'una casa rural amb cambres per a esclaus, separades de les del personal que s'encarregava de la gestió i explotació de la finca.
i

## Segles XIII i XIV

La nova societat feudal se'ns mostra en aquesta miniatura, en una lletra capitular d'un manuscrit medieval mostrant un serf, amb un instrument de treball observant dos senyors, un noble i l'altre eclesiàstic, que raonen

Havent conquistat Jaume I Mallorca per a la corona catalanoaragonesa ja el 1232, els senyors feudals catalans i barons aragonesos que heretaren els nous territoris sotmeteren la població autòctona capturada durant la campanya militar a esclavitud, per poder, d'aquesta manera, començar a obtenir benefici de les noves terres, a falta de colons repobladors. Aquesta forma d'esclavitud primària, basada en les necessitats colonitzadores dels repobladors, fou la que propicià les fórmules esdevenidores, quan ja extingida la mà d'obra esclava autòctona més l'experiència adquirida i perfecció dels hàbits i mètodes per part dels descendents, es generà una demanda de captius que afectà les societats futures de l'illa. Aquesta sèrie de fets propiciaren una sèrie de captures humanes tant en campanyes bèl·liques a altres illes de la Mediterrània, com Sardenya i Còrsega, on es nodrien de corsos, com en operacions de comerç fetes per mercaders catalans dins les rutes mediterrànies. Un dels principals punts d'exportació d'esclaus des de Mallorca era Catalunya, principalment Barcelona, on n'hi havia una notable demanda que no sols es proveïa des de Mallorca, sinó des de molts altres punts de la Mediterrània. Així va quedar consolidada la coneguda com a ruta africana, que unia les ciutats de Mallorca, València i Barcelona amb Tunísia, Alger i Ceuta, intercanviant productes manufacturats catalans per or africà, esclaus i ja després llana per a la seua indústria tèxtil. El comerç de mà d'obra humana entre Mallorca i Catalunya es mantingué fins a mitjan segle xv, moment en què se'n produí la decadència.
Tot i que ja el dret romà feia esment del crim de traficar amb persones lliures segrestant-les i venent-les com a esclaves, no es coneixen a Mallorca registres ni processos o sentències que durant aquesta època penalitzaren aquesta activitat, almenys fins al 1653, en què en una carta enviada al rei, es feia esment del fet que s'estava cometent contra algunes persones una crueltat que no era pròpia dels habitants d'aquestes terres. No obstant això, és probable que la insularitat de l'illa dificultara la comissió d'aquest tipus de delictes. Tot i que no tota captura converteix la persona en esclava, les illes Balears, especialment Mallorca, van acabar esdevenint un dels centres de comerç d'esclaus més importants de la Mediterrània, i sembla que també un important punt de difusió d'esclaus cap a Amèrica durant la seua colonització. També cal destacar que, malgrat que molts captius eren comprats per gents de l'illa, la majoria dels que passaven per Mallorca ho feien cap a la península Ibèrica, Itàlia o el nord d'Àfrica, dirigits per mercaders tant cristians com xuetes. L'ús d'esclaus no era sols una pràctica de persones particulars, també els tingué Jaume II, per a construccions públiques, com el castell de Bellver, on pel que sembla va haver-hi set obrers esclavitzats que li pertanyien. El clergat no restava enrere en la compra d'esclaus per a ús particular, ni el col·lectiu jueu, considerat una part important dins l'entramat del tràfic de captius. Una de les principals obres de Mallorca del s. XIV, el palau de l'Almudaina, es construí amb una important mà d'obra no qualificada, principalment esclaus propietat del rei, que era qui més en posseïa i usava en tot tipus d'obres públiques. Una altra construcció feta amb mà d'obra esclava fou la catedral de Santa Maria, en la qual hi havia tants esclaus treballant que, per permetre que joves estrangers pogueren obtenir treball en la seua construcció per poder instal·lar-se a l'illa i així fomentar-ne el repoblament, els jutjats de Mallorca enviaren una carta al rei Joan el Caçador sol·licitant-li que limitara el nombre d'esclaus que cada particular podia col·locar en les obres a jornal. Els esclaus eren obligats a la faena de casa fins i tot els dies festius, de manera que l'Església imposà als capellans el fet de vigilar els seus parroquians per evitar que els seus serfs treballaren en aquestes dates, incloent una multa de 10 lliures mallorquines per als sacerdots que no denunciaren aquells casos, donant així a entendre que fins i tot els clergues solien infringir les normes posant els seus esclaus a treballar en aquells dies.
La conquesta generà una forta activitat de comerç d'esclaus que proporcionava mà d'obra no sols als nous pobladors, sinó també a la península i a altres enclavaments de la Mediterrània, com Palerm i Montpeller, a més d'altres ciutats italianes i occitanes, ja que molts presoners durant la contesa es venien com a esclaus, a part dels que restaven a l'illa, el destí dels quals eren els treballs agrícoles, transport i càrrega. A causa de la insularitat i certes peculiaritats de la conquesta, la població musulmana de Mallorca restà pràcticament reduïda als captius. Aquesta situació començà a canviar a partir de 1260, quan la població autòctona s'extingí, per la qual cosa va calgué recórrer a l'exportació des del Regne de Granada i el nord d'Àfrica, mitjançant incursions de pirateria en alta mar o terra. Després de deu o dotze anys de treball i captivitat, quan finalment aconseguien la llibertat, al voltant de 4.500 musulmans abandonaren l'illa entre 1311 i 1330. Així mateix, a causa de la important influència d'esclaus que s'hi arribà a generar, sobre la dècada de 1370 començà una sèrie de conflictes entre captius i persones lliures que segles després acabarien en hostilitats que dugueren a la mort de molts esclaus. També, al 1374, Pere el Cerimoniós demanà un cens dels esclaus residents a Mallorca, i que aquells que no foren estrictament necessaris per a les tasques de cultiu de la terra foren expulsats de l'illa. Al 1428 es van comptabilitzar 8.082 esclaus a l'illa, que devien ser almenys el deu per cent de la població, o fins i tot més. Tot i que al principi la societat mallorquina no era considerada esclavista, a la fi del s. XIV no podia viure sense mà d'obra esclava, fet que convertí l'illa en una gran presó on els captius esperaven l'alliberament, encara que la intenció dels seus propietaris era sobretot lucrar-se, mitjançant el treball o el pagament del rescat, més que esclavitzar. El 1445, el comerç amb Gènova s'havia consolidat de tal forma que Mallorca esdevingué un gran magatzem de productes del comerç genovés, incloent esclaus russos, circasians, tàrtars i sarraïns, que duien a l'illa per vendre'ls als mercats.

## Segles XV i XVI

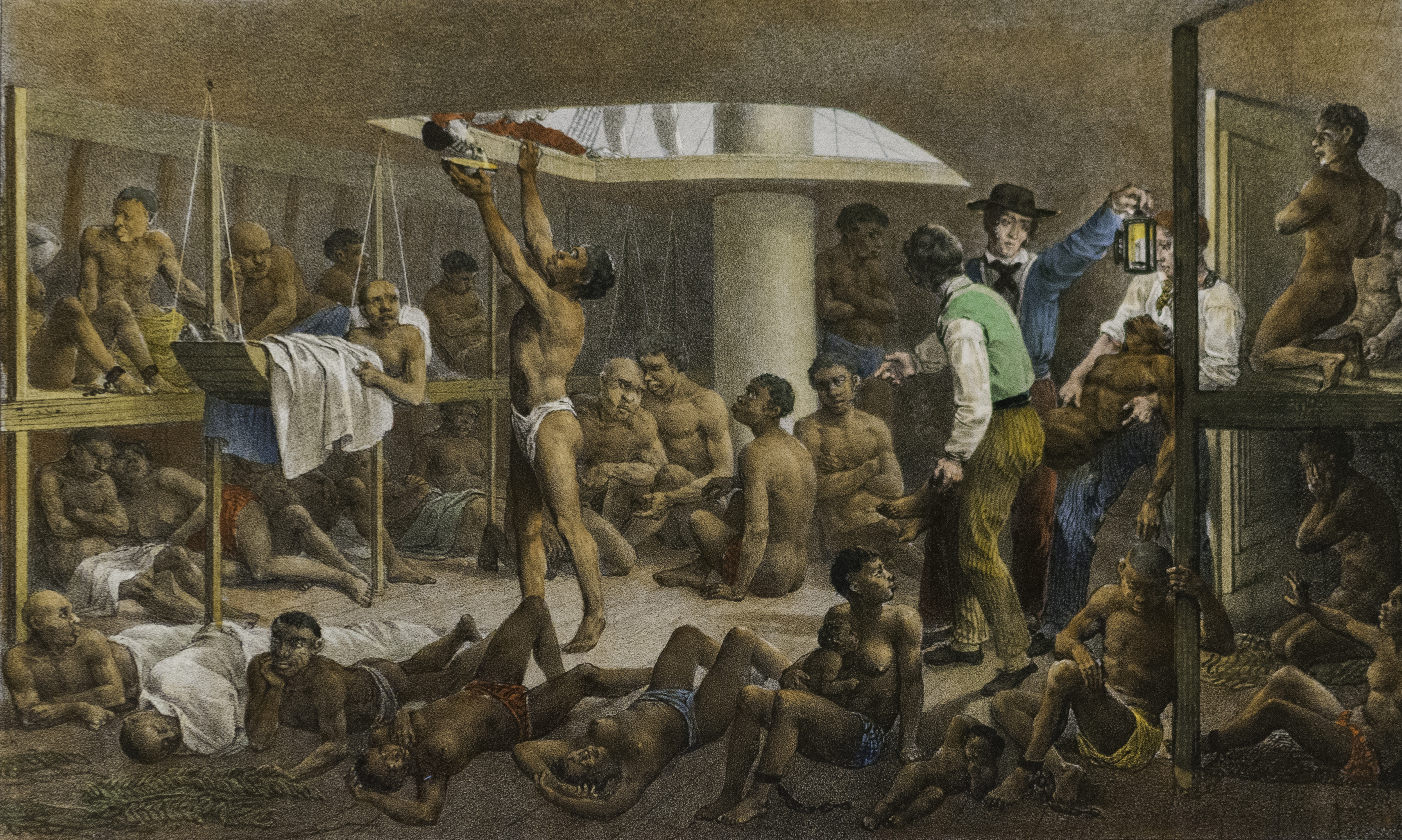
Imatge de l'interior d'un vaixell d'esclaus, pel pintor alemany Maurici Rugendas

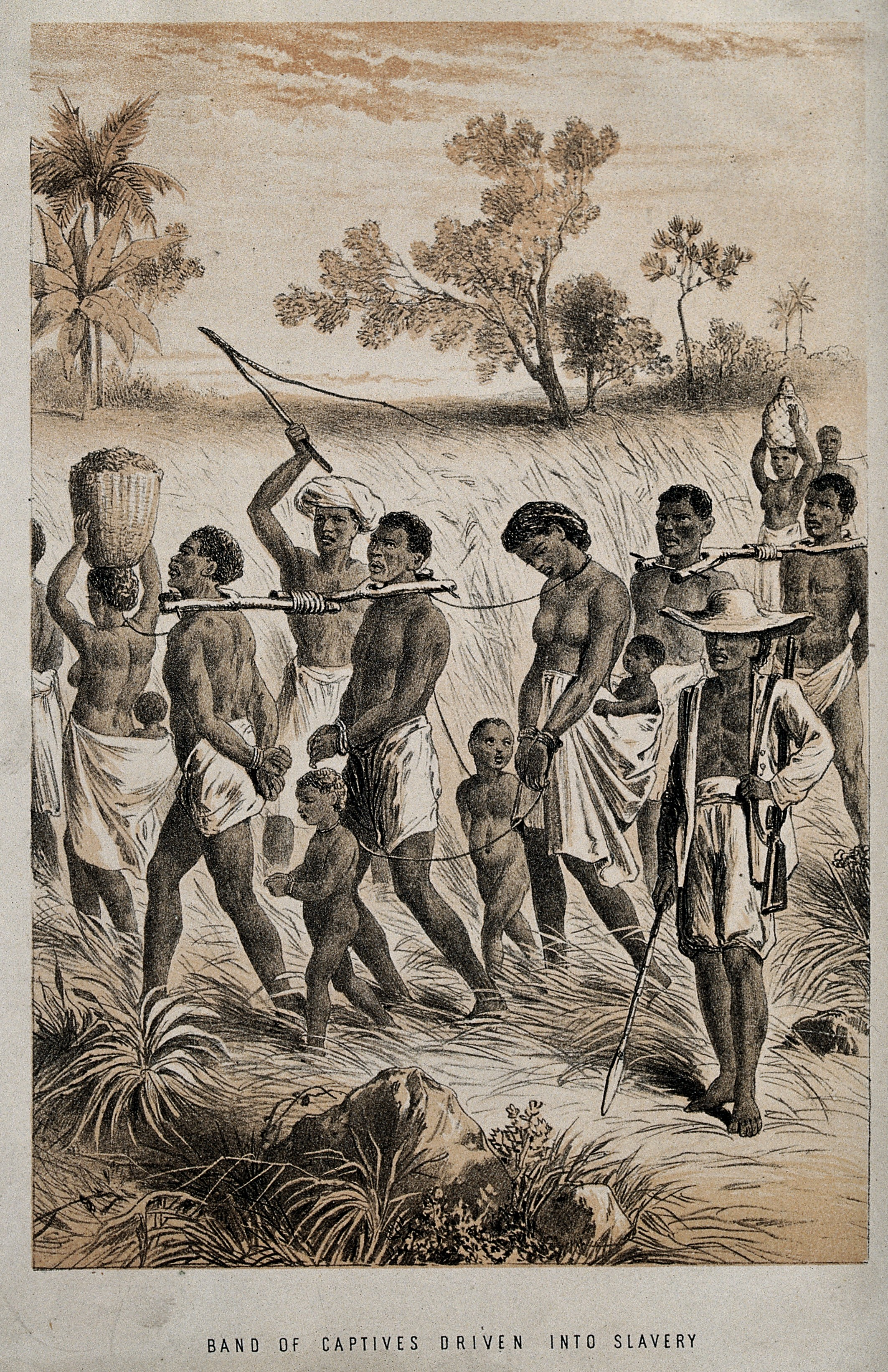
Grup d'homes, dones i nens capturats per ser portats a un mercat d'esclaus

Una volta instal·lat aquest sistema de venda i demanda, els esclaus era adquirits per nobles, comerciants i per tot tipus de ciutadans la intenció dels quals era assegurar-s'hi principalment una inversió a llarg termini, ja que el govern permetia que l'esclau pogués comprar la seua llibertat mitjançant el treball realitzat, i gravar amb una sèrie d'impostos l'estada dels que foren musulmans lliberts, o l'impost d'eixida per als que volien abandonar l'illa i tornar a la seua llar. Tots dos impostos consistien en importants ingressos a les arques reials, per la qual cosa l'administració en mantenia un rigorós control d'entrades i eixides. Els esclaus lliberts que foren o s'hagueren convertit al cristianisme quedaven exempts de pagament, perquè eren considerats estrangers residents que havien quedat en llibertat. Les tasques a què se'ls obligava solien ser sempre d'esforç físic; en comptades ocasions se'ls permetia dur a terme oficis amb què pogueren desenvolupar un aprenentatge que suposara una amenaça per al regne, com ara construir embarcacions. Així, alguns dels oficis permesos eren aprenent de guixaire o teixidor d'estores. Atès que per al propietari els captius eren un capital que havien d'amortitzar al més aviat possible procuraven adquirir-los joves i forts, de manera que quan envellien solien alliberar-los abandonats a la seua sort. De manera jurídica i residencial a més de sexual, la qual estava especialment castigada amb mort per cremació, s'aplicà la segregació ètnica a la població musulmana com a mètode de selecció de persones esclavitzables.
Durant l'etapa de colonització i molts anys després la majoria dels esclaus eren musulmans, fet que canvià a partir de 1349, quan passà la gran plaga de pesta bubònica que assolà l'illa, moment en què començà la importació de mà d'obra des d'alguns enclavaments mediterranis, com Rodes, Sicília o Venècia. A mitjan s. XV les nacionalitats dels esclaus, tot i que l'origen es classificava pel poble dels seus ascendents, es dividia en dos grups definits per gent d'Europa oriental: russos, abjacians, tàrtars, txerquesos, o d'origen balcànic: búlgars, i en menor mesura grecs, albanesos i serbis. Finalment, es trobaven els musulmans del nord d'Àfrica i els negres de Guinea, o d'altres llocs, adquirits després d'haver creuat el desert del Sàhara. Després, durant el s. XV es consolidà un nou i important punt de compra d'esclaus per part dels mercaders mallorquins, així com d'altres províncies ibèriques i italianes: les Illes Canàries, on se n'adquirien per després distribuir-los a les places de les ciutats de destinació.
Per impedir la fugida dels captius o l'ajut que pogueren rebre per escapar-se s'hi instaurà tot un seguit de mesures i prohibicions amb edictes reials. S'hi establí el toc de queda a les nits, deixant-los encadenats perquè no pogueren marxar, així com la prohibició que portaren armes, feren reunions amb altres esclaus i que s'acostaren a zones que propiciaren la fugida, com la riba del mar o el port, especialment Portopí. En alguns oficis, però, com el de pastor o estibador, eren exempts de complir la normativa. D'altra banda, augmentaren càstigs i multes de tot tipus, com fuetades, la quantia de les quals pujava amb els dies de fugida, i si aquests superaven els vint o trenta dies se'ls tallava el tendó d'Aquil·les o se'ls amputava un peu. Si la fugida durava més d'un mes se li condemnava a mort. Les sancions per afavorir l'evasió eren també dures, com ara la forca per a qui venguera una embarcació a fugitius, i la mort per esquarterament a qui fos capturat en un vaixell amb esclaus fugits en alta mar. També augmentaren les mesures de seguretat com l'ús de vigilants, així com el control d'aparells que pogueren usar-se per a escapar de l'illa en una embarcació.
Al s. XVI, segons documents de 1559, els esclaus tenien tres maneres d'aconseguir la llibertat: amb un document anomenat carta de llibert, pel qual el captiu pagava la seua llibertat i quedava lliure sense càrrecs; el segon, popular durant la casa d'Àustria, consistia que el propietari de l'esclau li concedia la llibertat amb una disposició testamentària, i podia quedar lliure immediatament o a posteriori, després de passar com a herència als descendents; i finalment, el captiu podia quedar lliure per desig del seu propietari mentre aquest es trobara amb vida i sense que l'esclau haguera de pagar res per ser alliberat. Fins i tot una volta lliberts, però, havien de treballar durant un temps per permetre's el cost del viatge a casa i l'impost de dret de sortida, la qual cosa suposava 34 dies més de treball. A més, els que eren musulmans havien de pagar un impost anual per romandre a l'illa, cosa que no aconseguí que més d'ells es convertiren al cristianisme per aprofitar-se dels avantatges que això suposava.

## Segles XVII i XVIII
A causa de la quantitat d'incursions de pirates berberescs i a la proximitat de l'illa amb Alger, des d'on es temia una possible invasió, Felip IV, al 1652, comunicà al governador d'Eivissa que s'expulsaren tots els esclaus musulmans que hi residien venent-los en els dos mesos següents a aquesta comunicació.
Malgrat que durant el s. XVI hi restà establerta un important contingent d'esclaus negres, es creu que a partir del s. XVI començà a desaparéixer l'esclavitud, amb l'aparició de mesures abolicionistes, i encara que es pot afirmar que l'esclavitud a la península desaparegué al 1766 amb la compra de la llibertat dels esclaus musulmans de Barcelona, Cadis i Sevilla, per part d'un soldà marroquí, hi ha la hipòtesi que l'esclavitud es transformà en formes servils, donant pas a criats amb certs drets, que probablement no es complien rigorosament, i que tenien una gran dependència dels seus senyors.
Les primeres dècades del s. XIX es troben novament definides per la participació catalana en el tràfic de persones esclaves a causa de la forta demanda i pressió de la indústria cotonera d'aquesta província, així com la resposta eficaç a la crisi del tràfic d'esclaus tradicional, entramat en el qual negociants illencs empraren una sèrie d'estratègies adoptades per diverses famílies mallorquines.
En l'edat moderna hi havia a Mallorca un elevat nombre d'esclaus de tipus rústic, però com que no realitzaven la majoria de les tasques de la producció, no se la considerà una societat esclavista, ja que per poder classificar-la com a tal calia que aquesta depenguera de la mà d'obra esclava per dur endavant la producció.